# Istituto Botanico dell'India
L'istituto botanico dell'India (in inglese Botanical Survey of India, BSI) si trova a Calcutta nel ovest del Bengala in India. Fondata il 13 febbraio 1890, è l'Organizzazione del Ministero dell'Ambiente, delle foreste e dei cambiamenti climatici del governo indiano per l'indagine, la ricerca e la conservazione della ricchezza vegetale dell'India, della flora e delle specie in pericolo dell'India, inclusa la raccolta e la conservazione del germoplasma e della banca genetica di specie vegetali in pericolo di estinzione e vulnerabili.

## Storia
Il BSI fu formalmente istituito dalla East India Company (EIC) il 13 febbraio 1890 sotto la direzione di George King, che divenne il primo direttore d'ufficio, precedentemente era stato sovrintendente del Royal Botanic Garden di Calcutta dal 1871. Il giardino di Calcutta divenne la sede e ricevette la responsabilità regionale per il Bengala, l'Assam, il nord-est, la Birmania e Isole Andamane e Nicobare.
Prima del 1890, la EIC aveva già istituito giardini botanici a Sibpur, Pune, Saharanpur e Madras come centri per migliorare la conoscenza botanica e sperimentazione sotto i governi locali, ad esempio il giardino botanico di Saharanpoor, risalente a prima del 1750, fu acquisito dalla EIC nel 1817 per la coltivazione di piante medicinali. Gran parte del lavoro dei giardini botanici della EIC era incentrato sulla coltivazione di piante per sfruttare le risorse dell'India per il commercio e il commercio.

## Uscite
Oltre alla serie di libri "Flora of India", "State Floras", "Flora of Protected Areas" e "Red Data Book of Indian Plants", il BSI è noto anche per le sue varie pubblicazioni annuali:
Plant Discovery è una pubblicazione bilingue annuale dell'Istituto Botanico dell'India che contiene le informazioni più autorevoli sulla flora indiana . Secondo il Plant Discovery 2019 recentemente pubblicato dal Botanical Survey of India, ci sono un totale di 18800 specie di piante da fiore, 82 specie di gimnosperme, 1307 specie di cryptogamae, 15447 specie di funghi, 7434 specie di muschi, 2786 specie di briofite, 2981 specie di licheni e 1239 specie di microrganismi. Ciò rappresenta circa l'8% delle specie vegetali registrate nel mondo. Dopo la riorganizzazione, nel 1954 le autorità BSI hanno descritto una nuova famiglia di piante, 42 nuovi generi, 1719 nuove specie e sottospecie. Un totale di 253 piante sono state scoperte nel 2019 da scienziati di BSI e di altre istituzioni. Nelambo è una rivista bilingue pubblicata dal Botanical Survey of India. È una revisione completa e una rivista autorevole di tassonomia delle piante e scienza delle piante. Secondo l'ultimo rating NAAS 2019, la rivista ha un punteggio di 4,17.